# Японский заяц
Японский заяц (лат. Lepus brachyurus) — млекопитающее семейства зайцевых. Эндемик Японских островов.

## Описание
Японский заяц — это относительно маленький вид зайцев, весом максимально 2,5 кг. Телосложением похож, прежде всего, на зайца-беляка. Окрас шерсти варьирует от светлого красно-коричневого до тёмного коричнево-серого цвета с участками белого на голове и ногах. У северных подвидов выражен сезонный диморфизм, окрас их шерсти зимой меняется на белый, проходя несколько цветовых вариаций.

## Распространение
Область распространения японского зайца ограничена территорией японских островов Хонсю, Сикоку, Кюсю, Садо, Оки, Авадзи. На Хоккайдо вид не обитает.
Японский заяц населяет луга и открытые лесистые области, обитая как на равнине, так и в субальпийских регионах до высоты 2700 м над уровнем моря.

## Образ жизни
Японский заяц активен ночью, а днём отдыхает. Летом он питается, прежде всего, травами, которые составляют 48 % рациона питания, а также продуктами полеводства. Кроме того, зимой он питается листьями и корой молодых деревьев, прежде всего, криптомерии (Cryptomeria japonica), японского клёна (Acer japonicum), павловнии, элеутерококка, аралии и различных бобовых.

## Размножение
Время гона длится с февраля по июль. Самки рождают детёнышей с апреля по август от 3 до 5 раз в год. В помёте от одного до четырёх детёнышей весом примерно 130 г. Самки достигают половой зрелости примерно в возрасте 10 месяцев.

## Подвиды
Описано четыре подвида:
- Lepus brachyurus brachyurus обитает на юго-востоке острова Хонсю, Кюсю, Сикоку и прочие острова
- Lepus brachyurus angustidens — на северо-западе Хонсю
- Lepus brachyurus lyoni — на острове Садо
- Lepus brachyurus okiensis — на островах Оки